# 141
Năm 141 là một năm trong lịch Julius. 

## Sinh
- Trình Dục